# MAZ–543
A MAZ–543 Uragan (cirill betűkkel: МАЗ–543/МАЗ–7310 „Ураган”/Hurrikán) egy szovjet (1992-től belarusz) 8×8 hajtásképletű nehéz tüzérségi tehergépkocsi, melyet a Minszki Autógyárban (MAZ)  fejlesztettek ki az 1960-as években. Sorozatgyártása 1962-ben kezdődött a MAZ katonaijármű-gyártó részlegénél (1991-től MZKT). A MAZ–543 a nyilvánosság előtt először 1965. november 7-én jelent meg a moszkvai Vörös téren rendezett katonai díszszemlén mint az SS–1c Scud B (9K72 Elbrusz) hadműveleti-harcászati rakéta hordozó-indító járműve. Meghajtásáról egy 38,9 literes D12A–525 dízelmotor gondoskodik 525 lóerős teljesítménnyel, így maximális közúti sebessége 60 km/h. A MAZ–543 nehéz tehergépkocsiknak és változataiknak elöl helyezték el a vezetőfülkéjét, egyes változatoknál a motor mindkét oldalán kialakítottak egy-egy kabint, bennük két ülőhellyel. A jármű összkerékhajtású. Az alapfelszereltséghez hozzátartozik a motorelőfűtő és a nagy teljesítményű kabinfűtő berendezés. A kerekek légnyomása központilag szabályozható.
A MAZ–543P (szállítókapacitása 19 600 kg) járművet a 9K76 Tyemp–SZ rakétarendszer szállító-indító járműveként használták.
1967-ben egy újabb változat jelent meg, a MAZ–543A (teherbírása 22 000 kg). Több polgári és katonai jármű alapjául szolgált, beleértve a 9K58 Szmercs rakéta-sorozatvetőt, az AA–60(543)–160 repülőtéri tűzoltó gépjárművet (1973), az AA–70(543)–172 kísérleti mentőjárművet és a KSZ–5571 nehéz darut.
1974-ben a VDNH-n egy új prototípust mutattak be, a MAZ–7310-et. 1976-óta gyártják.

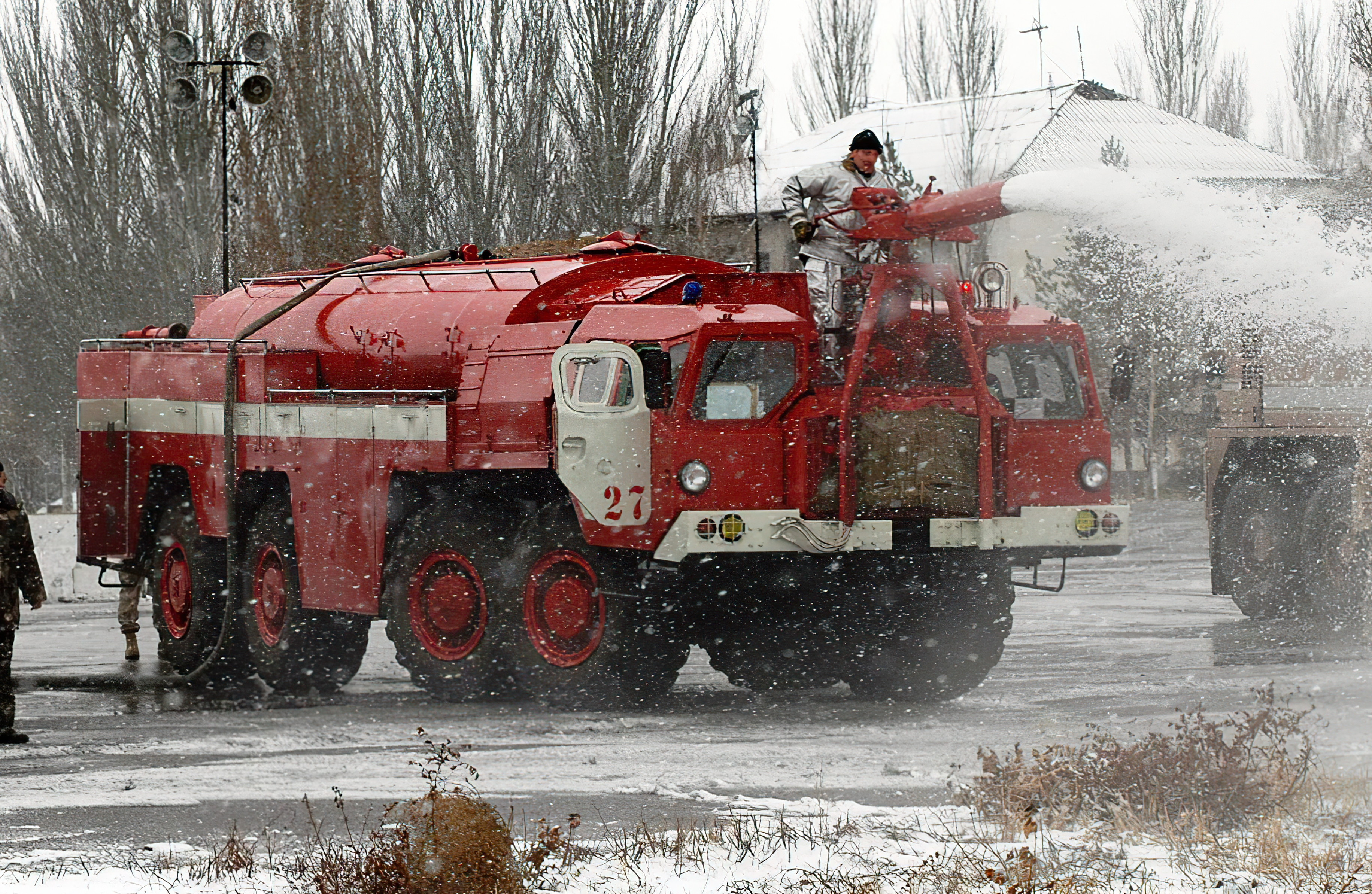
A MAZ–543 repülőtéri tűzoltó jármű a Kirgizisztánban, a manaszi légibázison

A MAZ–7310 együtt üzemeltethető a négykerék-meghajtású MAZ–8385 járművel mint közúti járműszerelvény (teljes hosszúság 205,5 m). A járművet a szibériai olajkutatásoknál és katonai repülőtereken vontatóként használták. Teljesen leváltotta a korábbi 543-as modellt, beleértve a MAZ–7510 dömpert, az AA–60(7310)–160.01 repülőtéri tűzoltó gépjárművet (1978) és a KSZ–5573 darut (1981).
1983 januárjában a szállítókapacitást további egy tonnával növelték (MAZ–7313 változat). A típust fúrótornyok szállítására használták, ezen kívül elkészítették a KSZ–5576 és KSZ–6571 darus, az AA–60(7313)–160.01 és az AA–60(7313)–220 repülőtéri tűzoltó gépjármű változatokat is.

## Fordítás
- Ez a szócikk részben vagy egészben  a   MAZ-7310 című angol Wikipédia-szócikk ezen változatának fordításán alapul.  Az eredeti cikk szerkesztőit annak laptörténete sorolja fel. Ez a jelzés csupán a megfogalmazás eredetét és a szerzői jogokat jelzi, nem szolgál a cikkben szereplő információk forrásmegjelöléseként.